# Petar Keglević (VIII.)
Petar VIII. Keglević (Péter Keglevich; 1722. – Klenovnik, 16. listopada 1749.), poznat i kao Petar Keglević Bužimski, je bio hrvatski plemić i veliki župan iz grofovske obitelji Keglević.

## Životopis
Keglević je rođen 1722. godine od oca grofa Ladislava Keglevića, II. i majke freifrau Franciske Thavonath. Unuk je grofa Petra Keglevića VII. Bužimskog, banskog nemjesnika i vojnog zapovjednika. Potomak je vojskovođe i ljetopisca baruna Petra V. Keglevića Bužimskog, zatim hrvatskog podbana baruna Jurja Keglevića te povjesničara, političara i pjesnika baruna Nikole Istvánffyja, kao i hrvatsko-slavonsko-dalmatinskiog bana Petra II. Keglevića Bužimskog.
Keglević je 1743. godine pri diobi imanja otkupio dvorac Sveti Križ Začretje od strica Aleksandra. Od 1747. godine je bio veliki župan požeški, a 1748. godine zabilježen je i kao kraljevski savjetnik.
Keglević je oženio groficu Mariju Anu Elizabetu Drašković (1726. – 1782.), kćer grofa Ivana V. Draškovića, hrvatskog bana. Par je imao dvije kćeri:
- Kćer Josipa (1742. – 1790.); udala se za Petra Nepomuka Sermagea.
- Kćer Katarina (1745. – 1811.); udala se za grofa Franju Patačića.

Umro je 16. listopada 1749. godine u Klenovniku, Varaždinska županija.